# نون
النُون "ن" هو الحرف الخامس والعشرون من الأبجدية العربية، وقيمته (50) في نظام حساب الجمل.

## لفظه
تلفظ [n] في اللغة العربية ولا سيما عند المجودين كما في الأردو، وتلفظ النون ميما [m] عندما تأتي ساكنة قبل باء نحو «أنبياء» و«تنبيه»، فيلفظان «أمبياء» و«تمبيه»، ويعلم على هذا في اصطلاح ضبط المصاحف بميم صغيرة فوق النون (نۢ) أو بدل علامة التنوين نحو ﴿عَلِيمُۢ بِذَاتِ الصُّدُورِ﴾.

### كتابة
| الموقع من الكلمة: | معزول | بدائي | وسطي | نهائي |
| ----------------- | ----- | ----- | ---- | ----- |
| شكل الحرف:        | ن     | نـ    | ـنـ  | ـن    |